# Viktor Bromer
Viktor Bregner Bromer (20 april 1993) is een Deense zwemmer.

## Carrière
Bij zijn internationale debuut, op de Europese kampioenschappen kortebaanzwemmen 2011 in Szczecin, startte Bromer op de 100 en 200 meter vlinderslag en op de 200 en 400 meter wisselslag. Op alle afstanden strandde hij in de series.
Tijdens de Europese kampioenschappen kortebaanzwemmen 2012 in Chartres veroverde de Deen de zilveren medaille op de 200 meter vlinderslag en eindigde hij als achtste op de 400 meter wisselslag. Op zowel de 50 meter vlinderslag als de 200 meter wisselslag werd hij uitgeschakeld in de series. In Istanboel nam Bromer deel aan de wereldkampioenschappen kortebaanzwemmen 2012. Op dit toernooi strandde hij in de series van zowel de 100 meter vlinderslag als de 200 en 400 meter wisselslag, op de 200 meter vlinderslag werd hij gediskwalificeerd in de series.
Op de Europese kampioenschappen kortebaanzwemmen 2013 in Herning eindigde de Deen als vijfde op de 200 meter wisselslag en als negende op de 200 meter vlinderslag, op de 400 meter wisselslag werd hij uitgeschakeld in de series.
Tijdens de Europese kampioenschappen zwemmen 2014 in Berlijn werd Bromer Europees kampioen op de 200 meter vlinderslag, daarnaast strandde hij in de halve finales van de 100 meter vlinderslag en in de series van de 50 meter vlinderslag. Op de 4x200 meter vrije slag werd hij samen met Anders Lie, Anton Ipsen en Daniel Skaaning uitgeschakeld in series. In Doha nam de Deen deel aan de wereldkampioenschappen kortebaanzwemmen 2014. Op dit toernooi eindigde hij als vijfde op de 200 meter vlinderslag, daarnaast strandde hij in de series van zowel de 100 meter vlinderslag als de 200 meter wisselslag.
Op de wereldkampioenschappen zwemmen 2015 in Kazan eindigde Bromer als vijfde op de 200 meter vlinderslag, op de 100 meter vlinderslag werd hij uitgeschakeld in de series. Tijdens de Europese kampioenschappen kortebaanzwemmen 2015 in Netanja sleepte de Deen de zilveren medaille in de wacht op de 200 meter vlinderslag, daarnaast strandde hij in de series van zowel de 100 meter vlinderslag als de 200 meter wisselslag. Op de Europese kampioenschappen zwemmen 2016 in Londen won Bromer de zilveren medaille op de 200 meter vlinderslag, achter de Hongaar László Cseh .

## Internationale toernooien
| Jaar | Olympische Spelen  | WK langebaan                             | WK kortebaan                                                                      | EK langebaan                                                                          | EK kortebaan                                                                      |
| ---- | ------------------ | ---------------------------------------- | --------------------------------------------------------------------------------- | ------------------------------------------------------------------------------------- | --------------------------------------------------------------------------------- |
| 2011 |                    | geen deelname                            |                                                                                   |                                                                                       | 43e 100m vlinderslag 23e 200m vlinderslag 33e 200m wisselslag 23e 400m wisselslag |
| 2012 | geen deelname      |                                          | 32e 100m vlinderslag DSQ 200m vlinderslag 30e 200m wisselslag 17e 400m wisselslag | geen deelname                                                                         | 32e 50m vlinderslag · 200m vlinderslag · 15e 200m wisselslag · 8e 400m wisselslag |
| 2013 |                    | geen deelname                            |                                                                                   |                                                                                       | 9e 200m vlinderslag 5e 200m wisselslag 18e 400m wisselslag                        |
| 2014 |                    |                                          | 26e 100m vlinderslag 5e 200m vlinderslag 12e 200m wisselslag                      | 26e 50m vlinderslag · 16e 100m vlinderslag · 200m vlinderslag · 11e 4x200m vrije slag |                                                                                   |
| 2015 |                    | 23e 100m vlinderslag 5e 200m vlinderslag |                                                                                   |                                                                                       | 18e 100m vlinderslag · 200m vlinderslag · 19e 200m wisselslag                     |
| 2016 | 5-21 augustus 2016 |                                          | 7-11 december 2016                                                                | 8e 100m vlinderslag · 200m vlinderslag · 29e 200m wisselslag                          |                                                                                   |

## Persoonlijke records
Bijgewerkt tot en met 13 juni 2016
Kortebaan
| Afstand          | Tijd    | Datum            | Plaats       |
| ---------------- | ------- | ---------------- | ------------ |
| 100m vlinderslag | 51,38   | 11 december 2015 | Indianapolis |
| 200m vlinderslag | 1.51,62 | 6 december 2015  | Netanja      |
| 200m wisselslag  | 1.54,86 | 14 november 2013 | Gladsaxe     |

Langebaan
| Afstand          | Tijd    | Datum           | Plaats   |
| ---------------- | ------- | --------------- | -------- |
| 100m vlinderslag | 52,43   | 20 mei 2016     | Londen   |
| 200m vlinderslag | 1.54,47 | 4 augustus 2015 | Kazan    |
| 200m wisselslag  | 2.02,08 | 30 maart 2014   | Brønshøj |